# Playa Punta de Algas
La playa Punta de Algas se encuentra situada en el parque regional de las Salinas y Arenales de San Pedro del Pinatar es una playa abierta al Mediterráneo.
Se trata de una de las playas de La Llana, es la más alejada del puerto. En el extremo de esta playa se puede ver la comunicación entre las aguas del Mar Mediterráneo y el Mar Menor: se trata de la zona de las encañizadas, llamadas así por el arte de pesca que aprovecha el paso de los peces entre ambos mares.
Se puede acceder de dos formas: atravesando las otras dos playas de la Llana partiendo de los aparcamientos del puerto; o bien, caminando desde Lo Pagán por un camino entre las charcas y la playa de la Mota desde el molino de Quintín hasta el de la Ezequiela, continuando por un sendero hasta la playa. 
En esta playa se descubrió en octubre de 1976 el pecio de San Ferreol, en las coordenadas 37º47’30’’ Norte y 0º44’40’’ Oeste y que está datado en el siglo I. Este yacimiento arqueológico proporcionó restos, vasijas, ánforas, cerámicas que en gran medida se encuentran en el Museo Arqueológico Etnográfico de la ciudad.